# RedCat
RedCat is een serie educatieve software voor de basisschool gemaakt door Davilex Games. Het gelijknamige hoofdpersonage RedCat is een jonge stoere kat die altijd op zoek is naar avontuur. In een rode ufo reist hij door het heelal. Op een van zijn tochten heeft RedCat de aarde ontdekt en in het bijzonder Nederland. RedCat is nieuwsgierig en onderzoekt alles wat Nederland hem te bieden heeft.
RedCat heeft ook rivalen: Brutus, een grote dommige buldog en Max (in het begin heette hij Snits), een slimme geniepige muis gevolgd door een leger van rode minimuizen. Zij hebben ook de Aarde ontdekt en zij zien in de aarde een oneindige bron van kaas en botten en verzinnen allerlei plannen om aan zo veel mogelijk te komen.
De stem van RedCat is ingesproken door onder anderen Carlo Boszhard en Dieter Jansen.

## RedCat Software
Het eerste spel met de naam RedCat werd ontwikkeld in 1994 door RedCat Software. Het spel gaat over een groep muizen die de nationale schat hebben gestolen, Redcat gaat de gestolen schat ophalen.
Nog in 1994 werd er een vervolg op dit spel gemaakt, RedCat 2: De Ontvoering van Prinses Dana. Hierin heeft de muizenbende onder leiding van de gevaarlijke tovenaar Kyrion prinses Dana ontvoerd. Aan RedCat de taak de prinses te bevrijden. Hiervoor moet hij zich door allerlei paden, velden en bossen vechten in het land van Kyrion. Aan het einde van level 8 wacht hem het grote gevecht met de gevaarlijke tovenaar, waarna de prinses bevrijd kan worden. Tussen de levels door houdt "Het Algemeen Katblad" de speler op de hoogte van de ontwikkelingen.

## Davilex

### Originele software
Elke RedCat-titel heeft een onderwerp dat aansluit bij datgene wat de kinderen op de basisschool leren.
- Rekenen: De Razende Rekenrace

RedCat vliegt door de ruimte, op zoek naar avontuur. Uiteindelijk ontdekt hij dat er een race is. Hij besluit mee te doen aan de race en scheert naar de planeet. Brutus en Max (heette toen nog Snitch) hebben zich ook voor de race ingeschreven. Met zijn drieën strijden ze om de eerste plaats.
- Topografie (Nederland): De Spannende Stedentocht

Brutus en Max hebben de koningin gevangengenomen. Alleen als RedCat ze 100.000 botten en 10.000 kazen geeft, laten ze de koningin weer vrij. De plaats waar de koningin verstopt zit, staat aangegeven op een speciale kaart, die Max heeft verscheurd. RedCat moet in de twaalf provincies van Nederland op zoek naar de kaartstukken.
- Taal (spelling): De Woeste Woordenbrij

Brutus heeft de letters van RedCat gestolen tijdens een ruimtevlucht. Bij een achtervolging door RedCat stort Brutus neer op een woestijnplaneet en RedCat speurt het oppervlak af om de letters weer op te sporen. Brutus werkt hem samen met Max behoorlijk tegen bij zijn pogingen om de letters te verzamelen.
- Het Levende Kleurboek (Een digitaal Kleurboek)

In dit spel kunnen kinderen op de computer tekenen en kleuren. Ze kunnen kleurplaten inkleuren waar een film aan gekoppeld zit en ze kunnen tekeningen maken compleet met speciale patronen.
- Vaderlandse geschiedenis: De Toffe Tijdreis

RedCat eet een snack bij de Burger Cat. Terwijl hij aan het eten is, saboteren Brutus en Max zijn ufo. Als RedCat dan weer wil vertrekken, slaat zijn ufo op hol en belandt RedCat bij een grot. Van WhizzKitty (zijn vriendin) hoort hij dat hij in de prehistorie is terechtgekomen en dat de ufo energie nodig heeft, zodat hij weer 'terug' kan naar het heden.
- Engels: Het Machtige Monumenten Mysterie

Brutus en Max hebben de Big Ben, de Tower Bridge, Piccadilly Circus, St Paul's Cathedral en Buckingham Palace op slot gedaan, zodat niemand er meer in of uit kan. Ze willen heel veel botten en kaas, anders blijft de boel op slot. In een race door de metro moet RedCat Brutus en Max voor zijn om uiteindelijk bij de stations de sleutels te vinden waarmee hij de sloten kan openen.
- Topografie 2 (Europa): De Europese Stedentocht

Als RedCat zijn ufo aan het voltanken is, besluiten Brutus en Max hem weer eens te saboteren. Als RedCat vertrekt, valt zijn complete ufo uit elkaar en de brokstukken liggen verspreid over heel Europa. Met een jetpack reist RedCat naar de hoofdsteden om daar de brokstukken te verzamelen.
- De Brutale Bankroof (Een schietspel)

Brutus en Max hebben een bank overvallen. Met het geld willen ze veel kaas en botten kopen. Onderweg naar de DogRock slaat een planetoïde een gat in het ruimteschip van Brutus en Max, waardoor al het geld door de ruimte is verspreid. RedCat gaat achter het geld aan.
- Biologie (dierenrijk): De Duistere Dierendiefstal

Brutus en Max krijgen een fax binnen van de mysterieuze 'Mister X'. Ze moeten dieren verzamelen voor zijn privé-dierentuin. RedCat ontdekt dit en reist over vijf werelddelen om de dieren te redden. Hij krijgt hierbij hulp van Hupie van het Wereld Natuur Fonds.
- Rekenen 2: De Snelle Sommenrace

RedCat wordt door de koningin uitgenodigd om de start van de Eurorace bij te wonen. Ondertussen hebben Brutus en Max twee auto's gestolen om mee te doen aan de race. Want als ze winnen, krijgen ze de Gouden Euro Wisselprijs, die ze willen verkopen voor kaas en botten. Als de Nederlandse deelnemer uiteindelijk zijn deelname moet afblazen na een ongeluk, valt RedCat voor hem in.
- Taal 2 (woordenschat): De Reusachtige Letterraket

In de Biesbosch is een vulkaan ontdekt. RedCat vindt dit vreemd en gaat erop af. Al snel ontdekt RedCat dat het geen echte vulkaan is. Brutus en Max hebben een raket omgekeerd in de aarde hebben gestopt. Ze willen de aarde naar de Dogrock brengen, zodat ze voor de rest van hun leven kaas en botten hebben.
- De Knallende Komeet (Een liedjes en hoorspel-cd)

Deze audio-cd bevat 2 verhalen. Het eerste verhaal (de Knallende Komeet) gaat over Brutus die geen eten meer heeft omdat de Minimuizen alles hebben opgegeten. Hij besluit om met Max de CatPlanet te gaan veroveren om aan eten te komen. RedCat weet van niks: hij is bezig met het uittesten van zijn nieuwe ufo. In het tweede verhaal zoeken Max en Brutus in de Amazone naar hardhout, olie en goud. RedCat is toevallig in de buurt om een oude tempel te bezoeken. Hij hoort van een aantal indianen wat Brutus en Max doen. RedCat besluit in te grijpen.

### Arcadespellen
- RedCat Superkarts

Als RedCat en WhizzKitty in de boomhut aan het spelen zijn met hun racebaan, ontvangen ze een bericht. Het komt van de zes landskampioenen van de Europese Kartcompetitie. Zij dagen iedereen uit voor een wedstrijd. Wie alle races wint, krijgt de Gouden Euroster, wat nog nooit iemand gelukt is. Uiteraard willen ze meedoen. Echter: Brutus en Max ontdekken dit en besluiten ook mee te doen, zodat ze met de ster een heleboel kaas en botten kunnen kopen. Met z'n vieren reizen ze naar Europa om daar deel te nemen aan de race en te strijden om de ster.
- RedCat Spookkasteel

De lelijke heks Grizella heeft Brutus en Max opdracht gegeven om WhizzKitty gevangen te nemen. De heks wil de schoonheid van WhizzKitty gebruiken voor een speciale toverdrank, zodat ze een mooie vrouw kan worden. RedCat laat dat niet op zich zitten en vertrekt naar het spookkasteel. Echter: in het bos rond het kasteel stort hij neer, waardoor hij lopend verder moet. Samen met de Fleuriefee gaat hij naar het kasteel om WhizzKitty te redden en Grizella te verslaan.

### RedCat-basisschooltrainer
In 2001 bracht Davilex een nieuwe reeks cd-roms van RedCat uit. In deze cd-rom komen RedCat en WhizzKitty uit school. Onderweg komen ze RoboCat tegen, die bij WhizzKitty in de klas komt. Hij heeft een speciale CatComputer mee, waarop er allerlei schoolvakken kunnen worden geoefend.
In deze reeks spellen komen kinderen 'in' de CatComputer terecht en mogen ze allemaal spelletjes spelen waarin ze kunnen oefenen met rekenen en taal. Ze worden begeleid door RedCat. RoboCat helpt de kinderen bij moeilijke sommen en WhizzKitty helpt de kinderen als ze niet weten hoe iets in het spel werkt.